# Afroholopogon xeros
Afroholopogon xeros là một loài ruồi trong họ Asilidae. Afroholopogon xeros được Londt miêu tả năm 2005. Loài này phân bố ở vùng nhiệt đới châu Phi.